# Kåre Willoch
Kåre Isaachsen Willoch (født 3. oktober 1928 i Oslo, død 6. december 2021) var en norsk politiker og tidligere statsminister (H). Han var Høyres generalsekretær fra 1963 til 1965, leder af Høyre fra 1970 til 1974, handelsminister i 1963 og 1965–1970 og Norges statsminister fra 1981 til 1986. Efter at han trak sig tilbage fra landspolitikken var han fylkesmann (svarende til amtmand) i Oslo og Akershus (1989-1998) og bestyrelsesformand i NRK (1998-2000).

## Karriere
Han var uddannet socialøkonom, og arbejdede tidligere i Norges Rederiforbund og Norges Industriforbund.
Willoch var som partipolitiker Høyres ubestridte leder, og en tydelig repræsentant for den såkaldte højrebølge, som gjorde sig gældende fra slutningen af 1970'erne. Vælgermassens øgende sympati for en mere konservativ og markedsliberalistisk politik førte til, at Høyre under Willochs lederskab voksede til landets næststørste parti. Han blev i 1981 statsminister for den første rene Høyre-regering siden Ivar Lykkes regering i 1928. Regeringen blev i sommeren 1983 udvidet med Senterpartiet og Kristelig Folkeparti og havde dermed et rent flertal bag sig i Stortinget. Efter stortingsvalget i 1985 blev regeringen Willoch en mindretalsregering. Det parlamentariske grundlag blev etableret med Fremskrittspartiets to repræsentanter. I maj 1986 fik regeringen et flertal imod sig, da Arbeiderpartiet, SV og Frp nægtede at stemme for en øgning af benzinafgiften. 
De to regeringer under Willoch gennemførte store og vigtige reformer i hans regeringstid. Reformerne udfordrede for alvor indhold og praksis i det etablerede offentlige forvaltningssystem. Med Arbeiderpartiet som dominerende politisk aktør havde dette i årene efter krigen hovedsageligt været formet ud fra den politiske venstrefløjs tro på stærk statslig styring af økonomi og samfundsliv. Den bagvedliggende vision for Willochs regeringer blev derfor at begrænse den offentlige indgriben. På den måde skulle der skabes et mere åbent samfund med mindre offentlig styring og regulering. For eksempel blev lukkeloven erstattet af åbningstidsloven, der tillod erhvervsdrivende at holde butikker åbne efter klokken 17. Willoch-regeringen brød NRKs monopol, da den tillod etablering af lokalradioer. Det offentlige monopol på levering af sundhedstjenester blev udfordret, da der blev åbnet for etablering af private, medicinske klinikker. 
Regeringens deregulering af kreditpolitikken har imidlertid fået stærk kritik i eftertiden. I 1984 var renten politisk styret og meget lav, samtidig med at bankernes udlån i ringe grad var reguleret. Resultatet blev en blomstrende Oslo Børs og en kraftig vækst i det private forbrug. Dette var i stor grad lånefinansieret. Dette førte til bankkrisen mod slutningen af 1980'erne og begyndelsen af 1990'erne.
Den politiske debat i Norge blev under Willochs lederskab i Høyre og ærkerivalen Gro Harlem Brundtlands lederskab i Arbeiderpartiet polariseret. TV-debatterne mellem "Gro og Kåre" var store mediebegivenheder. I diskussionerne udmærkede Willoch sig med sin veltalenhed og en karakteristisk, tilbagelænet ro. 
De senere år havde Willoch engageret sig i Israel-Palæstina-konflikten som en skarp kritiker af Israels okkupation og bosætning på okkuperet land. Han havde også vist engagement for naturværn og menneskerettigheder generelt. 
Han udgav i efteråret 2008 samtalebogen "Alvorlig talt" sammen med Odvar Nordli.